# Vladimir Titov
Vladimir Georgiyevich Titov (em russo:  Владимир Георгиевич Титов) (Sretensk, 1 de janeiro de 1947) é um ex-cosmonauta e coronel da força aérea russa, veterano de cinco missões espaciais soviéticas e norte-americanas, ex-recordista de permanência no espaço e condecorado com a Ordem de Lenin e como Herói da União Soviética.

## Início
Titov graduou-se no Colégio da Força Aérea em 1970 e durante quatro anos atuou como instrutor do colégio, formando doze alunos pilotos. Mais tarde, serviu como comandante de voo no regimento aéreo onde cosmonautas praticavam a pilotagem de jatos.
Em 1976, aos 29 anos, foi selecionado para o curso de cosmonautas e em 1981, após o período de treinamento e funções em terra, passou a fazer dupla com Gennady Strekalov, com os dois servindo como tripulação-reserva das missões Soyuz T-5 em 1982 e Soyuz T-9, em 1983 e como tripulantes efetivos em missões posteriores.

## Missões na Soyuz
Em abril de 1983 foi pela primeira vez ao espaço, já como comandante, tendo Strekalov como seu engenheiro de vôo, na missão Soyuz T-8, que foi encerrada com apenas dois dias por falha no sistema de acoplagem com a estação. Em setembro do mesmo ano, escapou da morte no comando da Soyuz T-10-1, mais uma missão fracassada, que desta vez explodiu durante a contagem regressiva ainda na base de lançamento de Baikonur, com os cosmonautas escapando segundos antes da explosão, atráves do sistema de ejeção de emergência da cápsula do foguete. 
Escalado para comandar a Soyuz TM-2, primeira missão tripulada à estação Mir com o novo modelo TM da Soyuz, em fevereiro de 1987, Titov e seu companheiro de vôo, Alexander Serebrov, foram substituídos pela tripulação reserva seis dias antes da partida, devido a suspeitas sobre a saúde de Serebrov. Com isso, Titov continuou treinando para uma missão de longa duração no espaço e a trabalhar  no Centro de Treinamento de Cosmonautas Yuri Gagarin.
Em dezembro de 1983, Titov voltou ao espaço desta vez na bem sucedida e histórica missão Soyuz TM-4, uma missão de longa duração na Mir, e junto com o cosmonauta Musa Manarov, quebrou o recorde de permanência no espaço da época, passando 365 dias, 22 horas e 9 minutos fora da Terra, a primeira vez que humanos passavam mais de um ano na ausência de gravidade, retornando na Soyuz TM-6 com o primeiro cosmonauta francês, Jean-Loup Chrétien, que havia subido à órbita poucos dias antes em outra missão. 

## Missões no ônibus espacial
Em outubro de 1992, a NASA anunciou que um cosmonauta russo com experiência de vôo iria fazer parte da tripulação do ônibus espacial, na primeira missão conjunta do programa ônibus espacial-Mir. Titov foi um dos dois indicados para fazer o treinamento como especialista de missão no Centro Espacial Johnson, no Texas, junto com o colega Sergei Krikalev. Krikalev acabou escolhido, com Titov ficando como seu reserva.
As posições se inverteram  dois anos depois, em fevereiro de 1995, com Krikalev como reserva e Titov indo novamente ao espaço a bordo da STS-63 Discovery, que acoplou com a Mir, lançou ao espaço o satélite Spartan e operou o Spacehab, um módulo habitacional de experiências levado na compartimento de carga do ônibus espacial.
Sua última viagem ao espaço foi em 25 de setembro de 1997, na tripulação da STS-86 Atlantis, sétima missão da NASA a se acoplar com a estação Mir. Junto com o astronauta norte-americano Scott Parazynski, ele realizou cinco horas de 'caminhadas' fora da nave, recolhendo experiências feitas por tripulações anteriores, ativando painéis solares da estação e testando ferramentas a serem usadas por astronautas usando tanto roupas espaciais russas como americanas nas missões vindouras.
Em 1998, Titov retirou-se tanto da Força Aérea quanto da Agência Espacial Russa, e a partir de então tem trabalhado como diretor na filial da Boeing, em Moscou.